# ファイアーエムブレム Echoes もうひとりの英雄王
『ファイアーエムブレム Echoes もうひとりの英雄王』（ファイアーエムブレム エコーズ もうひとりのえいゆうおう）は、インテリジェントシステムズが開発し、任天堂より2017年4月20日に発売されたニンテンドー3DS用シミュレーションRPG。アメリカ・ヨーロッパでは同年5月19日に発売。
1992年に発売された『ファイアーエムブレム』シリーズの第2作『ファイアーエムブレム外伝』（以下『外伝』）のリメイク作品で、シリーズ第15作目である。

## 概要
1992年発売の『外伝』は他のシリーズ作品と比較した場合、複数のチームを並行して操作するフィールドマップ、武器の使用回数廃止、クラスチェンジ方法（ミラのしもべ）などの独自性を持った要素が多く採り入れられていたが、25年ぶりとなるリメイクに当たってはそれらの独自要素を「徹底的にリメイク」した「現代風アレンジ」と位置付ける形で新たに仕様を加えて組み込んでいる。ストーリーも同様に一部登場人物を追加したうえで加筆、拡充されている。
キャラクターデザインには『討鬼伝』やアトリエシリーズ（A14、A15、A16の「黄昏」シリーズ）で知られる左を起用し、本編中に挿入されるアニメーションパートはスタジオカラーが制作している。
リメイク元となる『外伝』は日本のみでの発売だったが、本作は香港と台湾で『FIRE EMBLEM Echoes 另一位英雄王』、北アメリカとヨーロッパ、オセアニアでは『FIRE EMBLEM Echoes: Shadows of Valentia』の表題でそれぞれ発売される。日本ではソフト単体の通常版（専用ゲームカード/ダウンロード販売）以外にトレーディングカードゲーム『ファイアーエムブレム0』のプロモーションカード「アルム」、ゲーム用シリアルコード（同内容のダウンロードコンテンツを後日配信予定）、オリジナルサウンドトラックを同梱した限定版「LIMITED EDITION」およびマイニンテンドーストア限定で「LIMITED EDITION」の全特典に加え『ファイアーエムブレム0』のプロモーションカード「セリカ」、原画集「VALENTIA ARTBOOK」と『暁の女神』から『Echoes』までの本編中で使用されたアニメーションを高画質で収録したブルーレイ「ファイアーエムブレム HD MOVIE COLLECTION」を加えた「VALENTIA COMPLETE」の3種類が発売される。
なおCEROレーティングについてはエディションによる違いがあり、本作自体はCERO Bであるが、「VALENTIA COMPLETE」についてのみ、「ファイアーエムブレム HD MOVIE COLLECTION」の中にCERO Cの『if』の映像が含まれるため、商品全体としてはCERO Cとなっている。

## ゲームシステム
ベースとなった外伝でのシステムについては

### ゲームモード
本作では外伝で実装されていたイージーモードにあたるノーマルモードと通常のハードモードに加えて、クラシックモード、カジュアルモードを実装。クラシックモードは従来通りキャラクターが死亡すると以降使用できなくなるが、カジュアルモードでは一時撤退と言う形となり、敵軍全滅による勝利ないし自軍退却で一度ワールドマップに戻ることで倒された仲間が復帰するようになっている（大本の外伝および本作では聖なる井戸の一種である復活の井戸が存在し、クラシックモードでも有限だが死亡したユニットを復活できる）。

### クラス
クラス（兵種）の名称が一部変更。ナイトはソシアルナイトという名称で区別。また、村人のクラスチェンジに女性専用のものが追加（ソシアルナイト、魔道士は男女共通。女性固有の物として、ペガサスナイト及びシスターが選べる）。
クラスごとで利用できる一部能力(自己・隣接回復や弓射程延長など)は、魔法や戦技(後述)と同様のスキルとして扱われるようになった。たとえば、外伝では射程が武器無しでも延長するボウナイトになった際、本作では自動でスキル「弓射程+2」が追加（同様にスキル「騎馬」も追加）される。
あらゆるクラスへクラスチェンジが可能な村人について、上記女性専用の他に、DLCアイテムを使用することで様々なユニットを村人にすることができる。
また、同じくDLC要素として、通常の各最高クラスからレベルを最大にすることで、さらに上のクラス「オーバークラス」にクラスチェンジすることが可能になる。このオーバークラスは、オーバークラス固有の能力付加（勇者のオーバークラス「オーバーロード」では弓の射程が強化など）と、レベルアップによるステータス上昇をもう1クラス分だけ可能にする。
敵専用クラスでは魔物ユニットが大幅に追加されており、ゾンビ・スケルトン・ガーゴイル・ドラゴンゾンビは味方ユニットにおける最上級職に相当する魔物が、魔神・魔女・ビグルはオリジナルになかった上位クラスがそれぞれ特定の確率でごく稀に各地のダンジョンに出現するようになっている。また、『外伝』にも登場していたマミーはオリジナルから大幅に能力値が増加しており、倒した際の獲得経験値が多い分ゾンビとは一線を画した危険なユニットとして登場する。
また、本編クリア後のシナリオではスケルトンの最上位クラスの派生種で魔法も扱える「デイモス」とオリジナルには登場しなかった生きた竜の「ダゴン」と「火竜」が新たに登場している。
更に、有料DLC『憤怒の葬列』にはマミーの上位クラスでさらに高い攻撃力を誇るキングマミーが登場する。

### 戦闘システム
装備アイテム関連の仕様追加。原作より種類が増大し、回復アイテム（HPおよび疲労度）が追加。影響を及ぼすパラメータが細かくなり、特に重量が追加されたため重いものは機動力に制約が生じる。また、武器アイテムを使い込むとスキル「戦技」を習得。該当武器を装備している限り使用可能で、魔法と同じくHPを消費することで発動でき、装備の必須と装備できるクラスという制約はあるがある程度任意に「戦技」を使い分けることができる。また、クラス別の攻撃特効が追加。
町の拠点では「鍛冶屋」を利用することで、武器の鍛錬やアイテムの貨幣への換金、武器への名前の付与と消去ができる。鍛錬は、ゲーム内で入手できる金貨及び銀貨を支払うことで、識別や強化が可能。
戦闘中、ユニットの行動や結果を制限回数ありで巻き戻す「ミラの歯車」が、ストーリーにも絡むアイテムとして使用可能。前述のとおりの使い方以外に全体マップで過去を見ることができる。
下記のダンジョンなど、戦闘を続けていくと「疲労」が蓄積していくようになった。疲労度が高まると最大HPが低下していき、解消するにはアイテムを使用するか、ミラへの供え物を行う必要がある。
全体戦闘終了後にユニット全体への経験値付与が明確に明示されるようになった。ユニットの活躍の度合いによって配分が変化する。また、白魔法などの支援でも経験値を獲得できるようになった。

### amiibo、DLC
amiiboを使用するとダンジョンが出現したり、HPを消費して幻影兵士を召喚することができる。
DLCでは、経験値、貨幣、アイテムを入手できるイベントやダンジョンで遊ぶことができるほか、前日譚にあたるストーリーも配信される（こちらでは記憶の欠片や支援会話が得られる）。
また、ファイアーエムブレムサイファとのコラボレーションにより、サイファのユニットを使用することができる。

### その他
進行画面では年月や季節の要素が加えられている。
町や砦などは、外伝の俯瞰形式からアドベンチャーゲームで見られる立ち絵での会話や背景グラフィックから探索する物に変更されている。移動は建物マップに表示されているいくつかの地点を指定して行う。
ダンジョンは3Dフィールドを探索する方式となった。ダンジョン探査では宝探しや武器を振って道を探したりすることができる。敵はシンボルとして登場し、背後から接触するとHPが低下した状態で戦闘に挑むことができる。
魔法について、新たなものが実装。また、一部の魔法は効果が全範囲に及ばないように効果範囲を定めて調整されている（一例：ワープはユニット攻撃力の数値の半分までが範囲）。
外伝で仕様的に可能だった2章での1章ユニットの仲間勧誘が、本作においても正式仕様として実装されている（ただし仕様の穴を突いた復活の泉による交換は不可）。

## ストーリー
本作は、外伝のストーリーから語られなかった部分を掘り下げる形で加筆されている。
本編作中で語られるものから、ミラの歯車を介した過去の覗き見、DLCによるキャラクター関連の戦闘付きイベントに分けられる。
章構成は外伝の全5章に、序章と、クリア後の第6章を加えた7段階構成となっている。

## 登場人物
本作では外伝の登場人物に加えて新キャラクターが登場している。従来のキャラクターに関しては一部印象及び設定が、本作の設定に沿ったものならびに、外伝やゲストキャラの他媒体での設定を取り入れるような形で変更されている。また外伝からの登場人物のうち、ボスキャラクターの一人であるシーザスのみ、リメイクにあたって主要キャラと入れ替わる形で登場しなくなっている。
Echoesの仕様上、一部のユニットについて外伝では探索フィールド上で会話しないと進むことができないところでは強制加入であったが、本作では固有のストーリーイベントのシナリオ上発言することが必須と言う点で強制加入になる。また前者により、イベントで会話が確定しているキャラクターは、クラシックモードで5章の最終決戦前まで戦闘に敗北してもストーリー展開上は死亡していない扱いになる（イベント会話のみ参加であり、カジュアルモードと違い、聖なる井戸で復活させない限り戦闘での使用は不能。そのままエンディングを迎えた場合、後日談が後遺症で死亡扱いになる）。
なお、進行ルートによっては仲間が一度離脱状態になるイベントが発生するようになっており、そのまま進行することも、仲間になった場所へ向かい再度仲間にして進行することもできる。
担当声優は、特筆ない限りはメディアミックス作品共通の配役。『Echoes』『ヒーローズ』にて初めて設定された。
『Echoes』のクラシックモード時ではストーリーの都合上、一部のキャラクターはシナリオ中にロストしても死亡しない扱いとなる。但しゲーム中はロストである為、復活させない限り2度と使用できなくなり、エンディング時にロスト状態である場合、死亡する後語りとなる。
『Echoes』では有料追加コンテンツとしてTCG「ファイアーエムブレム0」のオリジナルキャラクターが登場。それぞれのマップをクリアすると仲間に加えることができる。各キャラクターの詳細はファイアーエムブレム0#オリジナルキャラクターを参照。

### 味方キャラクター

#### アルム軍

解放軍の紋章

アルム (Alm)
声 - 花江夏樹
基本的な設定はオリジナルと同じだが、一人称は「僕」に統一された。また、幼少期のセリカとの関係が綿密に描かれている。幼少期から勇敢な性格で、エフィ達に危害を加えようとしていたスレイダーに自ら立ち向かって仲間を守ろうとしていた。タタラに操られたデューテを救おうとした際には、クレーベからリーダーとしてもっと大局を見るべきだと難色を示されるが、彼の意見を尊重した上でなお彼女を救うことを選び、クレーベの考え方に大きな影響を与え彼を精神的に成長させることとなった。
聖痕の位置は左手に変更されており、利き腕も左になっている。これに伴いシリーズ初の左利きの戦闘モーションを持つキャラクターとなった。勇者へのクラスチェンジはセリカの部隊を進めた時強制イベントとなるが、フラグ扱いとなりその後任意のタイミングで行えるようになった。
ドーマ撃破後には彼の戴冠式直前の様子が描かれており、セリカと共にそれぞれの父親に対する想いと、バレンシア統一王国の将来について語りあっている。
後日談では、オリジナル同様セリカと結ばれ、バレンシア統一王国初代国王として国内の復興と発展に生涯を捧げる。
ルカ
声 - 櫻井孝宏
辺境の中流貴族の出身と言う設定になり、一人称も「私」に変更された。強制加入のため、クラシックモードでロストした時も基本的に撤退扱いとなる。
家柄にとらわれず誰にでも礼儀正しく接する穏やかな性格。その穏やかな人柄は幼少期のスレイダーとの一件以来、騎士に対して悪感情を抱いていたグレイやロビンの心も開かせた。クレーベからも一歩引いた視点で助言をくれる冷静さを重宝されている。一方で、育った環境の複雑さから本心を人に見せることに慎重な一面もある。序盤は戦いに不慣れなアルムにも色々と助言し、アルムが正式に解放軍のリーダーとなってからも参謀のようにアルムを支える。腹違いの兄がいるがなにかと敵視されているという。
有料DLC「解放軍の前日譚セット」では、「南の砦救出戦」の主人公に抜擢されている。彼を田舎者と侮辱した上司と試合を行い完勝したことで彼から恨みを買い、パイソンとフォルス以外の部下共々逃げられてしまう。そのため南の砦を敵から守りきることが困難となったため、取り残された仲間を救出したのちは砦を捨てて脱出する決断を下す。
「ソフィア城防衛戦」ではいざという時のためにソフィア城内のリゲル国民を人質にとる作戦をクレーベと共に立案するなど、体制を犠牲にしてでも生き残る為に必要な事を成す冷徹かつ優れた策士としての一面を垣間見る事ができる。リゲルから敵の援軍が到着した際には、解放軍全体の安全を確保する為に人質を使ってスレイダーを脅す汚れ役を自ら買って出ていた。ソフィア城から脱出したのちは打ちひしがれていたクレーベを叱咤激励し、今後のことを考えるよう進言していた。
後日談では、バレンシア王国騎士団に参加。『Echoes』では引退後に学問所を開き多くの人々に惜しみなく教育を施したという内容が追加されている。
グレイ
声 - 谷山紀章、下田レイ（幼少期）
「商家の生まれ」と明確に設定された。その為か世慣れて口がうまく世情にも詳しく、飄々とした軽い性格。姉が2人いるらしい。褐色肌に黒髪。
クレアには第一印象で仰天していたが、その容姿に惚れ込み何度もアプローチを行う。しかしクレアには手練手管に長けた人と捉えられ突き放されてしまう。その後はしばらく距離を置くことになったが、態度こそ改めなかったものの反省し彼女に対しての真剣な好意を正直に口にした。
今作では無条件で強制加入となっている。そのため、クラシックモードでロストした時も基本的に撤退扱いとなる。
後日談では、オリジナル同様クレアと結ばれており、更に王国騎士団に参加したという内容が追加されている。ロビンまたはクレアが死亡しているとエンディングが変動するのはオリジナルと同じだが内容は一部異なっている。クレア死亡時はほぼ同じだが、ロビン死亡時はクレアの励ましでロビンの死から立ち直り、友の名をつけた息子を可愛がりながらクレアと生涯を静かに過ごしたという。オリジナルではクレアとロビンの両方が戦死している場合はロビン死亡時のものが優先されていたが、本作ではクレア死亡時のものが優先されている。
ロビン
声 - 阿部敦 / 北原沙弥香（幼少期）
解放軍への参加理由が「家族を養う為の給金目当て」と明確に設定された。人柄の良く飾り気のない素直で単純な性格だが空気が読めない点もある。髪色は茶髪。強制加入に変更されており、クラシックモードでロストした時も基本的に撤退扱いとなる。
村にいた頃から他人とは明確に違う器を覗かせていたアルムや、要領がよく世慣れしており達観した所のあるグレイと比べると良くも悪くも平凡な人物であることが強調されており、実際に自身もそれをコンプレックスに感じアルムやグレイに対抗意識を燃やしている。
周囲からやや孤立気味のクリフに積極的に声を掛けたり、クレアに対する恋心よりもグレイとの友情を優先するなど、アルムの幼馴染たちの中でも特に友達思いなところがあり、アルムやグレイに抱いていた劣等感も旅を通じて成長したことで自分の中で折り合いをつけて友として支えていこうと決心する。
後日談では、バレンシア王国騎士団に参加。『Echoes』では後にアルムから一城を任されるほどになったという内容が追加されている。グレイが死亡していると忽然と姿を消し、数年後再び現れるも別人のように厳格な性格に変貌するという内容に変わる。
クリフ
声 - 斎賀みつき
解放軍への参加理由が「広い世界への興味」と明確に設定された。色白で髪色は銀髪。オリジナルとは異なり知的で冷静な性格をしており、魔法や歴史の研究や読書を好む。幼い頃は気弱で泣き虫な性格だった。
歳の割に冷めた言動が目立つため同世代の子供たちと付き合うのはやや苦手。そのため人柄が良く明るい性格のロビンに劣等感を抱いており、彼に対し突き放すような態度をとっていた。
だが実際は自分のことしか考えていない母親と一生村で過ごすのが嫌だったと打ち明けている。戦争が起きる前は寮制の学校に通っていたが周りとは上手く馴染めなったという。
グレイやロビンと違い強制加入ではないためシナリオでの台詞は少ない。1章で仲間に加えず、2章でラムの村を訪れるとセリカ軍に加入させることが可能。
後日談では、オリジナル同様行方をくらますが、数十年後クリフの息子を名乗る魔導師の青年がバレンシアに現れ王に仕えたという。
エフィ
声 - 種﨑敦美
ラムの村に住むアルムの幼馴染。アルムを追い解放軍に参加する。1章で仲間に加えず、2章でラムの村を訪れるとセリカ軍に加入させることが可能。
幼い頃からアルムを慕っているのだが、彼を第一に考える事が多くその依存心はやや病的な側面がある。何故か女の子同士で話をするのが苦手で、自身と交流を深めようとしていたシルクに対して当初は敬遠していた。しかし、次第に彼女の優しさに惹かれ徐々に交流を深めるようになる。また、セリカに対しては苦手意識がなく普通に接することが出来る。
女性の村人であるため、グレイやロビンをはじめとする男性の村人とはなれるクラスが一部異なっている。ヒーローズでは弓を使用しているが、理由は「実装が『Echoes』の発売前であったため、クラスチェンジ先が豊富なエフィに固定のイメージを植えつけたくなかった」とのこと。
アルムとの関連で強い肉付けがされているが強制加入ではなく、クリフと同じく任意加入となっているためシナリオでの台詞は少ない。1章で仲間に加えなかった場合、2章でクリフ共々セリカからの仲間の誘いに乗ることができる。
戦争が終わればアルムとラムの村に帰ることを望んでいたが、アルムからもう村には帰れないと告げられアルムの意思を受け入れ自ら身を引く。後日談では、ラムの村へ帰りそのまま元の生活に戻る。アルムが皇帝となりセリカを王妃に迎え入れた後も彼に対する想いは消えなかったが、その想いを理解した上で自分を愛する男性に熱心に説得され、彼と共に暮らす。たまにふらりといなくなっては家族に心配されていたという。
シルク
声 - いのくちゆか
盗賊のほこらでアルムたちに助けられるのは変わらないが、マイセンを訪ねるためラムの村に向かっていた途中に捕まった事になっている。アルムの左手に痣があることに気がつき、時を巻き戻すなどの不思議な力を持つ法具「ミラの歯車」を託す。
さらに母親はドーマ教団のシスターであり、共にリゲル帝国内で巡礼の旅をしていた過去が判明した。だが母親はあるとき自分を修道院に預けいなくなったという。なお、父親は顔も知らない様子。
元はノーヴァ修道院にいた事もあるため、1章で仲間に加えず2章で盗賊のほこらを訪れるとセリカが旧知の仲に出会えたことに驚くシーンがある。しかしセリカ軍の仲間にはならず、3章で前述のミラの歯車を商人の手に託して行方をくらましてしまいアルム軍でも仲間にできなくなる。
後日談では、戦乱で傷ついた人々を救うためリゲルに向かった。『Echoes』では各地にシルクが人々を救った逸話が残っているという内容が追加されている。
クレア
声 - 遠藤綾
兄と同じ金髪になり、髪型もロングヘアーへと変わった。「〜ですわ」調の高飛車な物言いだが本人に悪気はなく、家柄は気にせず誰にでも分け隔てなく接する快活な性格。お転婆かつ行動的で仲間外れを何よりも嫌い、クレーベや当時仲間だったフェルナンに心配されることが多かった。
アルムには初対面から好印象を抱いており、出会い頭からアルムに対して見下した態度を取るフェルナンに対して毅然として反論していた。アルムとは逆にグレイに対しては執拗なアプローチを軽薄だと捉え疎んじていたが、同時にグレイに話しかけられることが楽しくもあり次第に彼にも惹かれていく。
ソフィアでも名高い騎士であるクレーベを誇りに思っている。同時に、彼が解放軍を率いる上での苦悩を非常に案じており、アルムがリーダーの座を引き受けた時はフェルナンとは対照的に心から喜んだ。クレーベの恋人であるマチルダに対しては時々意地を張ってしまうが本心では慕っており、気分が沈んだ時に彼女の言葉から元気を取り戻す機会が幾度となくあった。フェルナンとも幼なじみということもあり当初は良好な関係を築いていた。しかし、フェルナンの家族が殺害された事件をきっかけに徐々に関係が悪化し、最終的にはフェルナンがクレーベを裏切った為に敵対してしまう。それでも尚フェルナンの身を案じており、5章にてフェルナンが死亡した際は悲しみのあまり号泣する。
強制加入のため、クラシックモードでロストした時も基本的に撤退扱いとなる。
有料DLC「解放軍の前日譚セット」では、「地下遺跡からの脱出」の主人公に抜擢されている。ソフィア騎士団が遠征へと出掛けた日の夜、魔法攻撃に弱いクレーベの為に「古代の指輪」を取ってくる計画を立てていた。その様子をマチルダに見つかり、彼女と共に遺跡へと忍び込んで指輪を回収する。しかし突如出現した魔物の大群に囲まれ、困難な状況の中脱出することになる。
「ソフィア城防衛戦」にも登場しており、家族を失った事件により心が荒んでしまったフェルナンの身を案じていた。
後日談では、オリジナル同様グレイと結婚し、子を授かる。妻となり母親となった後もペガサスで空を駆け回り、周囲の人の肝を冷やし続けたという。グレイが死亡していた場合は一人先に死んだ彼に恨み言を残しつつ騎士団に残り戦い続け、その愁いを帯びた表情は多くの男たちを惹きつけた。
クレーベ
声 - 神谷浩史
上流貴族の出身で元はソフィア騎士団の騎士。オリジナルでは不明瞭だったアルムに解放軍のリーダーを譲った理由が明確に示されている。強制加入のため、クラシックモードでロストした時も基本的に撤退扱いとなる。
「ソフィア一の騎士」の二つ名を持ち、同じく武勇に秀でたマチルダが惚れ込むだけでなく、ベルクトもその存在を警戒し、グレイもその名を知るほど非常に優れた騎士として名を馳せている。実際に「ソフィア城防衛戦」にて、リマ四世がドゼーに暗殺された際はドゼー率いる三千の兵を僅か五百の兵を率いて破り、ドゼーを砦へと撤退させた。 さらにその直後にはソフィア城にてスレイダー率いる一万もの兵の猛攻を耐えしのぎ、自軍の被害を最小限に食い止める活躍を仲間たちと共に見せた。その一方でクレアの口から魔法攻撃には弱いことが言及されており、追加ストーリー「地下遺跡からの脱出」ではそんな彼のためにクレアが魔法攻撃をほぼ無効化する「古代の指輪」を取ってくる計画を立てていた。
普段は冷静かつ温厚な性格だが、フェルナンの口から「いざとなるとたちが悪い」と語られており、騎士団に加入してからもフェルナンを巻き込んで悪ふざけを行うことがあった。またマチルダ曰わく見栄っ張りな一面もあり、過去の失敗を他人には語りたがらなかったという。ただしアルムと出会って以降は、自らが今までにかつてのリーダーとしてとってきた行動とその中にあった問題点を省みる機会も増え、より一層の謙虚さも身に付けた。
血統や身分を重んじる思想ではあるものの基本的には貴族である事を鼻にかける事はなく、結成当初貴族中心だった解放軍において平民出身のフォルスとパイソンを幹部格に置いている。その為、過去の経験から平民をよく思わないフェルナンとは衝突を繰り返すようになり、クレーベがアルムにリーダーの座を譲ったことが決定打となって彼と決別することになる。
アルムの事は当初はマイセンの孫として信頼していたのだが、リゲル側に付いたフェルナンからその事を否定する言を受け一度はその信頼を揺らがせる事になってしまう。しかしアルムの熱意と功績に心を打たれ、以降は時に意見をぶつけ合うことこそありつつも強い信頼関係を築く事になる。
マチルダは元々ソフィア騎士団の先輩にあたる。クレーベがまだ見習いであった頃騎士団一と呼ばれていた彼女に憧れを抱いていた。「記憶の欠片」の中では若かりし頃のクレーベが彼女をダンスに誘う約束をしている。後に恋仲となり、パイソンが「大袈裟」と表現するほどの仲睦まじさを見せる。彼自身はマチルダのことを女神になぞらえており、その武勇に心酔している。故に彼女の救出に失敗した場合、今まで抑えてきた感情が爆発してしまい、アルムに対し激しい罵声を浴びせてしまう。
有料DLC「解放軍の前日譚セット」では「ソフィアの港の戦い」及び「ソフィア城防衛戦」に登場し、その両方で主役を務める。
「ソフィア港の戦い」では勝手な行動をとった結果窮地に立たされたスレイダーの救出へと向かうが、その余りに自分勝手な振る舞いにフェルナン共々呆れ果ててしまう。反乱の首謀者である商人には厳しい対応をとったものの、彼らの生活が少しでも楽になるようリマ四世に頼み込むことを約束した。
「ソフィア城防衛戦」ではソフィア解放軍を率いてスレイダーからソフィア城を守りきるが、リゲルからの援軍によって結局城を手放さざるを得なくなってしまう。そのため、城を失った無念のあまり落涙するシーンがあるが、ルカからの叱咤激励により立ち直る。
後日談では、オリジナル同様王国騎士団の団長を務め、その優れた実力と人柄により多くの人々から支持を集める。またマチルダを妻に迎えており、二人の姿は人々の羨望の的になっていた。マチルダが死亡していた場合、後に海賊との戦いで命を落とすのも同様で、彼の悲劇的な死に多くの人々が悲しみに暮れることになる。
フォルス
声 - 相楽信頼
配色が緑色を基調とした物に変更された。熱苦しいまでの熱血漢かつ真面目な性格で、平民らしからぬ大仰な言葉遣いをする。パイソンとは幼馴染であり、騎士になる為ソフィア解放軍に参加している。元は小さな村の学者の息子。
やる気がないパイソンには何かと苦言を呈している。一方やや夢見がちでクレーベからも熱しやすいと指摘されている。
クレーベの部下の中でも一際忠誠心に厚く、長い付き合いにもかかわらずクレーベと話す機会があるとつい舞い上がってしまうという。
「解放軍の前日譚セット」では「南の砦救出戦」及び「ソフィア城防衛戦」に登場する。
「南の砦救出戦」では自分達を裏切った逃亡兵たちに対して怒りを露わにしていた。また当初はルカに対し敬語で接していたが、ルカから呼び捨てで構わないと言われ、以降は対等な立場で接するようになった。
「ソフィア城防衛戦」ではルカの指令のもと、ソフィア城内のリゲル人を確保する作業にあたっていた。
クレーベ及びパイソンの生死によってエンディング内容が変動する。両者共に生存している場合は王国騎士団にて引き続きクレーベの副官を務める。クレーベのみが死亡している場合も王国騎士団に参加するが、パイソンが死亡している場合は自ら辺境へ赴き、そこでとある女性と結ばれ二度と王都に戻らなかったという。
パイソン
声 - 川田紳司
フォルスとは幼なじみで大工の息子。大工よりは稼げるという理由で解放軍に参加している。父親は腕の立つ大工だが酒癖が悪いため親子仲は険悪で、嫌気がさして家を飛び出している。
出世や名声には興味はなく世の中を斜めに見がちな皮肉屋。クレーベが認めるほど腕は確かで自分の仕事はきっちりこなすが、夢や目標は特に持っていない。何かと気怠げな発言が多いが、時々核心を突いた鋭い意見を出す。
権力を盾に好き勝手振る舞うリマ四世を始めとする王族や貴族には嫌悪感を示しており、彼らのような権力者を苦手に思っている。それはクレーベに対してでさえも例外ではなく彼をやや苦手に思っているが、決して嫌っている訳ではなく自分たちを本気で想ってくれている彼を本心では信頼している。
また他人の情事や失敗談に強く関心を示すお調子者な一面もある。ルカとの支援会話の中では、彼の故郷に付き合いの長い女性がいると知ると、彼からその詳細を聞こうとしつこく迫った。但しクレーベとマチルダとの仲に関しては余りにも熱烈な為か、ルカとの支援会話の中で「大袈裟」と半ば呆れ気味に語っている。
「解放軍の前日譚セット」では「南の砦救出戦」及び「ソフィア城防衛戦」に登場する。
「南の砦救出戦」ではルカやフォルスと共に仲間の救出へと向かう。相変わらず気怠げな発言を繰り返しフォルスから小言を言われていた。
「ソフィア城防衛戦」ではフォルス共々、ルカの指令のもとソフィア城内のリゲル人を確保する作業にあたっていた。リマ四世が暗殺された事件に対しては「皆せいせいしてる」と毒を吐いていた。
フォルスの生死によって後日談が変化する。生存していた場合はオリジナル同様自警団の隊長に就任し、辺境で気楽に暮らした。時々フォルスが訪ねてきては共に飲み明かしていたことが語られる。フォルスが死亡していた場合は彼の遺志を継ぎ騎士団に加入し、以前とは別人のように精力的に職務に取り組むが、とある戦いで負傷し、その傷が原因で命を落とすという悲劇的な最期を遂げる。
リュート
声 - 梯篤司 / 置鮎龍太郎（箱田真紀版「暗黒竜と光の剣」ドラマCD）
かつてソフィア王の一番弟子だった女魔道士の末裔と言う設定が加わった。
魔道を極めることのみを目標とし修行に励んでおり、世俗や他人にはほとんど興味を示さない為友人と呼べる者は一人もいない。妹デューテのわがままに手を焼いている。
後日談では、オリジナル同様己の未熟さを痛感し他の大陸に渡るが、魔道書もなしに魔法を操る風変わりな彼の姿を追い求めてバレンシアに荒くれ者を始めとする異邦の人々が多く訪れたという。
マチルダ
声 - 甲斐田裕子
令嬢然とした外見から金髪の女騎士に変わっている。口調は名高い軍人であった父親の影響で男勝り。かつては女性ながら騎士団一の実力者と謳われており、当時まだ見習い騎士だったクレーベやフェルナンをはじめ、国内の多くの人々から憧れを抱かれていた。後にクレーベが台頭し、彼が「王国一の騎士」として名を馳せるようになった後も彼女の優れた実力と名声は健在であった。
クレーベのことを心から愛しており、互いに信頼と憧れを抱いている。その仲陸まじさは作中でも際立っており、彼との支援会話では熱烈と言えるほど仲睦まじい様子が垣間見える。しかし、クレーベを想うがあまり彼の顔を立てようと自身が前線に出ることを少し戸惑いかけた時は彼から優しく注意を受けた。また、牢獄から救出された直後のクレーベとのやり取りでは、その様子を見たアルムを赤面させ、グレイに半ば呆れ気味の溜め息をつかせている。更に拠点での会話では、クレーベとの惚気話を展開させることがある。彼の武勇に心酔しており、神話に出てくる騎士のようだったと語っている。親しくなったのは騎士団に入ってからでそれ以前は家同士の付き合いはあったもののクレアが近付かせてくれなかったらしい。「記憶の欠片」の中に若かりし頃のクレーベとマチルダが会話するシーンがあり、クレーベからダンスに誘う約束をされた際には必死になってステップを思い出そうとするなど律儀な面を見せる。
妹が5人いるらしい。
有料DLC「解放軍の前日譚セット」では、クレアと共に「地下遺跡からの脱出」の主人公に抜擢されている。クレアの様子を心配して彼女の元へと赴き、そのまま地下遺跡まで付き合うことになる。魔物の大群に囲まれた際にもあまり臆することはなく、狼狽えていたクレアを励まして心の支えとなっていた。
「ソフィア城防衛戦」ではクレーベのサポートを行っており、緊急時にも冷静な対応をとっていた。クレーベやルカからは人質作戦を知らされていなかったが、フェルナンとは異なりこの作戦には納得していた模様。
なお、「解放軍の前日譚セット」における彼女のクラスはソシアルナイトに変更されている。
後日談では、オリジナル同様クレーベと結ばれ、以降は歴史の表舞台には出ず陰ながらクレーベを支え続けた。クレーベが死亡している場合騎士団の一員として戦い続ける点も同様であり、哀しみを胸に国内の発展に力を注いだ。いずれの場合も、オリジナル同様「伝説の女騎士」としてバレンシアの歴史に永遠に語り継がれることになる。
デューテ
声 - 鈴木絵理
八重歯が特徴。一人称が「ボク」に変わり、リュートの呼び方も「お兄ちゃん」に変わった。加入の経緯は特に変化なし。
明るく元気な性格だが我儘な一面を持っており、兄であるリュートには反抗的な態度を見せる。但し嫌っているわけではなく、リュートが彼女を褒めてくれればはしゃぎ回るほど喜び、「もっと構ってほしい」と甘えるシーンがあった。
兄すら凌ぐほどの魔道の素質を持つが、本人は魔道に興味がなく都会に憧れている為、魔道を秘匿する村のしきたりにも否定的である。また、都会に憧れているためかソフィアの上流貴族であるクレーベに憧れており、それがきっかけでクレアと親交を深める。
『Echoes』における後日談では、王都で理想の男性と結婚した。時々故郷の村へと里帰りしては、兄との思い出話に花を咲かせていたという。
ティータ
声 - 田村奈央
ヌイババに捕らわれ、ソフィア解放軍によって救出される点は同じ。オリジナルでは大人っぽく聡明な印象の容姿・性格・口調で城付きのシスターだったこともあり村人からティータ様と敬称を付けられ高貴な身分を伺わせていたが、本作では陽気な印象の少女でありリゲルの孤児院育ちに変更されており、多くの人を助けたいという慈愛に満ちた心優しい性格。
一方で炊き出しでパンをカチコチにしてしまったり、ジークに薬と間違えて香辛料を塗ったり、クレーベやルカを解放軍のリーダーと勘違いするなど、かなりそそっかしい一面もある。
後日談では、オリジナル同様ジークと結ばれ、彼と生涯を供にする。ジークが死亡している場合は暫くの間修道院に籠もり祈りを捧げる日々を送るが、その様子を見かねた旧友の男性に励まされ、後に彼と結ばれる。
ジーク
声 - 井上和彦
ティータに保護されたときの様子が「記憶の欠片」で描かれている。このときニーナの名をつぶやいている。(この名前を聞いたティータは「ジークの家族の名前」だと推測していた。)
出自不明な為一度はリゲル軍に捕らえられるが、後にその実力と高潔さからルドルフに見出され、名と地位を与えられた。後に民衆からも人気を集めたが、彼を疎んだジェロームによりティータが捕らえられ、仕方なく従っていた。
ティータが救出された際にはジェロームへ反旗を翻し、卑劣な行いを繰り返すジェロームに激しい怒りをあらわにした。
後日談では、オリジナル同様記憶を思い出し、時折ティータと離れることはあったものの最終的には彼女と生涯を共にしたという。ティータが死亡している場合は彼女の死を嘆き消息不明となり、後にアカネイア大陸で彼の姿を見かけたという噂が流れるようになる。
マイセン
声 - 中博史
元はリゲル出身。アルムからの呼称は「爺さん」に変わった。まだ幼かったアルム達に「死にたくなければ戦え」と叱咤する非常に厳格な性格。またオリジナルと違い、グレイ達にも戦い方を教えており、ラムの村にはグレイ・ロビン・クリフが残した修行の跡が残っている。
本作では5章だけではなくプロローグにて彼を操作する機会がある。また、強制加入のためクラシックモードでロストした時も撤退扱いになることがある。
アルムとは支援会話が発生する。その中で、彼はアルムとセリカのことを今でも本当の孫のように想っており、家族のいなかった自分に家族を持つ喜びを教えてくれた彼等に深い感謝を抱いていることを語っている。
後日談では、バレンシア統一王国初代宰相として国内の発展に大きく貢献した。アルムやセリカからはかつてと同様、実の祖父のように慕われ続けたという。引退後は宰相の座をコンラートに譲った。

#### セリカ軍
セリカ (Celica)
声 - 東山奈央
基本的な設定はオリジナルと変化は無いが、ソフィア城及びラムの村における幼少期の出来事が綿密に描かれている。本人も王女としての自覚があるが、父親の事は嫌っている。
顔は母親のリプリカに生き写しという特徴がある。また右手にアルムと同じ聖痕がある。また、肉親に当たる異母兄のコンラートが登場している(後述)。
常に仲間の心配をしたり、親友のメイの相談にも乗る聡明で優しい性格。争いを好まない性格が強調されており、海賊相手に何度も説得を試みてセーバーから注意を受ける場面もある。また物事を独りで抱え込んでしまう傾向が多く、それゆえに重圧に耐えきれず取り乱してしまう場面もあり、周囲から幾度となく心配されている。挙げ句の果てには、アルムや仲間たちを想っての行動だったとはいえ、コンラートから再三注意を受けていたのにもかかわらず「魂をドーマに捧げればアルムとミラは助けてやる」というドルクやジュダの詭弁に乗せられ、自身のみならず周囲にも大きな危機を招いてしまうなど彼女生来の心優しさと責任感の強さが大きく裏目に出てしまうシーンもある。その結果魔女と化しアルムに襲いかかってしまい、封印から解放されたファルシオンによって身体を貫かれてしまう。一時は死亡したかに思われたが、ミラの加護によって蘇生し正気を取り戻す。ミラからドーマ封印の信託を受けた後はアルムに対して自らの行動を謝罪した後に彼と完全に和解し、共に最後の戦いへと臨む。
戦いの後は『外伝』と同様アルムと結ばれ、バレンシア統一王国初代王妃としてアルムと共に国の基礎を築いた。国民は彼女をミラの生まれ変わりだと信じ、深く敬愛したという。
『外伝』とは異なりアルムと隣接させても必ず必殺が発生する訳ではなくなったが、その代わり強力な支援効果が発生する（但し、支援会話は存在しない）。
オリジナルでは上述の通り専用武器が無かったが、本作ではセーバーに渡した黄金の短剣を鍛えることで専用武器の宝剣ソフィアが手に入り、その戦技である専用魔法の真ライナロックが扱えるようになっている。
メイ
声 - 稲川英里
セリカとは親友関係にあり、シナリオ中にセリカとの会話が大幅に追加された。それにより非常に明るく天真爛漫な性格が強調されており、セリカ軍のムードメーカーの役割を果たす。有り余る元気が空回りしたり思ったことを包み隠さず口に出してしまうため、その都度ボーイと言い合いになっている。そのボーイには想いを寄せている描写があり、セリカに遠まわしに相談したりしている。
強制加入のため、クラシックモードでロストした時も基本的に撤退扱いとなる。
エンディングではボーイが生存していた場合彼と結ばれ、多くの子宝に恵まれる。ボーイが死亡していた場合塞ぎ込む日々が続くものの、後に明るさを取り戻しノーヴァ修道院で多くの人々を救い続ける。
ボーイ
声 - 佐々木拓真
褐色肌の銀髪姿に変わった。メイ同様出番が大幅に増加したことによりセリカやメイよりも冷静な性格をしているが、魔物が苦手など頼り無い一面も見せる。ノーヴァ島の漁師の息子で5人家族。『ヒーローズ』では貧乏育ちの苦労人と紹介されており、その為か嫌いな食べ物が一部を除き存在しない。前述の通りメイの方がボーイに想いを寄せている設定になったが、彼女との支援会話では彼の方からもメイに想いを寄せていることを仄めかす描写も存在する。
サンダーの習得が早めに設定された。強制加入のため、クラシックモードでロストした時も基本的に撤退扱いとなる。
戦後はメイが生存していた場合彼女と結ばれ、彼女との間に生まれた多くの子供達と共にノーヴァ島で暮らした。子沢山故に苦労が絶えず喧嘩ばかりしていたが、お互いそれを幸福に思いながら過ごしていたという。死亡していた場合一度は絶望するも、後にノーマの跡を継いで司祭となり貧しい人々を救い続ける。
ジェニー
声 - 堀中優希
髪型がポニーテールからふわっとしたボブヘアーに変わっている。おっとりとした性格で、読書や物語の空想を好む。母が昔父に貰ったというペンダントを常に身に付けている。メイやボーイと違い強制加入ではないためシナリオでの台詞は少ない。
幼少の頃に母親に修道院に預けられ、そのまま母親が姿を消したことが原因で父性に飢えており、その為か好みのタイプは年上で思いっきり甘えたいと語っている。
母親はノーヴァ島の出身だったが後に王都に移住し、数年後産まれたばかりのジェニーを連れて戻ってきたという。母親の容姿は化粧が濃い美人な女性だったらしく、ソニアを見るとその母親のことを思い出してしまい当初は苦手に思っていた。しかし、会話を重ねる度に徐々に打ち解けあえるようになり、最終的には良好な関係を築く。また父親は不明だが、ジェニー達とは別に妻子ある貴族の男といわれている。
戦後はオリジナル同様誰もが意外に思う人物と結ばれたが、『Echoes』でもそれが誰なのかは明らかにされなかった。
セーバー
声 - 子安武人
オリジナルではやや横柄な性格だったが、本作では面倒見がよく比較的穏和な性格に変更されている。強制的に加入するキャラクターであるため、クラシックモードでロストした時も基本的に撤退扱いとなり、セリカ軍の中ではセリカ・ボーイ・メイと並んで会話イベントが多い。
傭兵の間では腕は確かと評判。セリカに「黄金の短剣」を報酬に航海の護衛を頼まれ、以降は最後までセリカたちと行動を共にする。妹がいるがしばらく会っていないという。
本編終盤で元リゲル軍人だったことをセリカに明かす。『設定資料集』によると、リゲル軍人時代に平民の彼が活躍することを疎んだ貴族の罠にかかり戦場で右目を失い、親友だと思っていた同僚に裏切られ激高し決闘する。しかし、私闘の末に相手を殺害してしまい、尚且つリゲルでは私闘が死罪にもなることからソフィアに亡命した経歴を持つ。
戦後はオリジナル同様、ジェシーが生存していれば彼の王国建設に助力し、死亡していればバレンシア統一王国の復興に尽力する。いずれの場合にも最終的に美しい妻を迎えるが、『Echoes』でもそれが誰なのかは明らかにされなかった。
バルボ
声 - 藤原貴弘
基本的な設定は同じ。港近くの村に両親や妻子と共に暮らしていた。豪快ながら面倒見がいい性格でレオには深く信頼されている。家族が殺されて以来復讐のことしか考えていなかったため、新たな目標を与えてくれたセリカに感謝している。以降は過去を引きずることなく常に周囲の人間に気を配る男気を幾度となく見せる。
戦後はオリジナル同様新兵の教官を務めることとなる。その豪快で面倒見のよい性格から多くの人々に慕われ続け、幸福な晩年を迎えたという。
エイプリルフール企画の「ファイアーエムブレム維新大乱」では「馬流暴」の名で主役を務め、期間中恋男（レオ）や暇武猪（カムイ）とともに公式サイトのトップページに掲載されていた。
カムイ
声 - 松田修平
元は遠方の移住民族の出身。のんきでおおらかな性格で、束縛を嫌い自由を愛する根っからの流れ者。
ややお調子者な一面もあり、セリカ軍に加入する際は何よりもまず賃金の話から進めようとしてバルボに咎められることもあった。また、レオに対して自身のことを「いい男」だとアピールしたこともあり、レオに自身も同性愛者だと勘違いされた挙げ句困惑され、自身も逆に困惑することとなった。
他の部族との小競り合いに負けて町に定住することになったのだが、性格が性格である為かなかなか慣れる事が出来ず傭兵になった。
人の死に対して達観している節があり、他者の死に対しての反応は他キャラクターと比べて薄く、自身が戦死してしまった場合にも今際の際に「どこで死んでも土に還るだけ」と割り切った思いで語っている。
小説版の設定を拾ったのかドラゴンゾンビを嫌っており、海のほこらに行く前にセリカに忠告してくる。
戦後は『外伝』同様ジェシーの王国建設に参加し暫くそこで暮らしていたが、その後流れ者の血が騒いだのか何処かへと旅立ち、そのまま消息不明となる。ジェシーが死亡していた場合はオリジナル同様彼に代わって砂漠の傭兵王となる。
エイプリルフール企画の「ファイアーエムブレム維新大乱」では「暇武猪」の名で登場し、バルボ同様期間中公式サイトのトップページに掲載されていた。
レオ
声 - 髙橋孝治
元軍人の美青年。さばさばした性格で、思ったことははっきり言うが嘘はつけない正直者。女性的な口調で話す。大らかな土地柄と両親の元で育った。男性らしからぬその美しい容姿をからかわれることもあったが、そんな相手に真っ向から立ち向かった結果腕っ節が強くなったという。
明確な同性愛者でバルボへの想いが強調されており、彼に対して恋心を抱いている。バルボを慕うのはかつて好きな人がおりその人を追いなりたくもない軍人になったものの、その相手はすぐに戦死してしまい落ち込んでいたところを励まされた為である。一方カムイは決して嫌っている訳ではないもののタイプではないらしく、彼に対してはやや冷ややかな態度をとり、意見が合うことも少ない。
美容に気を遣っており、街での会話では誰もが認める美人であるセリカに対抗心を露わにしている。
戦後は『外伝』同様バレンシア統一王国騎士団に参加し、常にバルボと行動を共にする。しかし、とある戦いでの負傷をきっかけに軍人を引退し、その後は貿易商を営む。常に明るく、人生を大いに謳歌していたという。バルボが死亡していた場合は深い悲しみに囚われ一時は消息不明となるも、後に王国騎士団に参加して一騎当千の働きを見せ、騎士団及び王国の発展に大いに貢献するという内容になっている。
エイプリルフール企画の「ファイアーエムブレム維新大乱」では「恋男」の名で登場し、バルボ、カムイ同様期間中公式サイトのトップページに掲載されていた。
パオラ
声 - 種田梨沙
「アベルへの想い」がクローズアップされており、エストとの支援会話の中でアベルの話題が出ると明らかに動揺を見せる場面が見られる。
セリカとの拠点会話では好きな人はいるが生涯それを明かすことはないと語っている。
後日談は「その後の活躍についてはアカネイア大陸史に詳しく語られている」と簡潔に纏められており、これは妹であるカチュアとエストも同様である。
カチュア
声 - 生天目仁美
過去のシリーズに比べるとより落ち着いた性格になっており、パオラやエストとの支援会話でも苦労性な一面を覗かせる。
アトラス
声 - 櫻井トオル
別人の如き屈強な体格に変わり、ビジュアルはボーイ同様褐色肌で銀髪というデザインになった。口調はぶっきらぼうで乱暴だが、性根は情に厚い好青年。先祖代々から木こりとして生活しており、「山の表情」を感じ取ることが出来るという。『設定資料集』によると、動物に好かれるらしい。
元軍属で辺境での戦いに参加していたという設定が追加され、仲間になる流れは同じだがギースを倒す前にミラの神殿に向かおうとすると離脱してしまう（再び村に行くと仲間にできる）。これはパオラとカチュアも同様。ただし、パオラやカチュアと異なり加入する前にギースを倒してしまうと村から消えてしまい仲間にすることができなくなる。
ミラの神殿へ向かう事を厭わずギース討伐に協力してくれたセリカに恩を感じている。その為セリカとの支援効果がある。
戦後は『外伝』同様木こりに戻るが、有事の際王妃に請われると誰よりも早く駆けつけたという。
ジェシー
声 - 四宮豪
明るい性格の傭兵。
やや軟派な一面もありかわいい女性に目がない。「記憶の欠片」で見られる回想では盗賊に絡まれたシルクを助けている。その為支援会話こそないもののシルクと支援効果がある。自称こそ「ケチな傭兵」だがそれとは裏腹に人付き合いが良く、傭兵達の間で話題を集めていたセーバーや、他者との関わり合いを避けていたディーンにも積極的に声をかけていた。
『設定資料集』によると、もとはソフィアの上流貴族出身で、同世代のクレーベらと親交があったという。母親は身分の低い愛妾。正妻と父との間に産まれた腹違いの弟がおり、彼との間に後継者問題が発生した。家臣の殆どは剣の腕が立つジェシーを跡継ぎに推薦したが、ジェシー自身は身体の弱かった弟の事を想い家名を捨てて出奔したという経歴を持つ。彼本人はそのことをセリカたちに正確には話すことが出来ず、「しつけが厳しい家庭で育ち、決まり事に嫌気が差して家から飛び出した」と語っている。
戦後は『外伝』同様砂漠の傭兵王として名声を上げており、有事の際にはアルムの治めるバレンシア統一王国に積極的に協力していったことが語られている。
ディーン
声 - 最上嗣生
オリジナルとは違い左目に傷を負ったクールな剣士の風貌に変わり、後述のブライと差別化された。性格は冷酷で、基本的に他者との関わりを避けている。
狂気に囚われたドーマが望む「力と恐怖が支配する世界」に対して仲間の多くが強く反発する中、彼のみはその世界に僅かに関心をもつなど戦闘狂の一面も覗かせている。
『設定資料集』によるとその正体は元ソフィア軍人で、代々軍人の家庭に生まれ、父の厳しい指導を受けて育ってきた。後に領主の娘と結婚するが、彼が任務で領地を離れた時に屋敷が何者かに襲撃され、急遽舞い戻る際に彼も何者かに襲われて左目を失う。屋敷に戻ったときに妻の変わり果てた姿を目にし、復讐を胸に家に代々伝わる勇者の剣を胸に旅だったという。そのため、セリカがソフィア王家の王女だったと知ると一瞬やや仰々しい態度をとる他、ソフィア王家の腐敗が招いた数々の悲劇を忘れないようにと王女であるセリカに頼んでいた。
自らの過去について「過去を他人にひけらかす趣味はない。」として他人には明かそうとしなかったが、ジェシーとの支援会話の中で、彼の過去を話すことと引き換えに自分も話すことを提案したことがある（ジェシーは自分の過去は大した話ではないとしてその提案を断った）。
戦後はオリジナル同様消息不明となっており、その後の足取りは記録にも一切残っていない。
ソニア
声 - 下田レイ
前述の佐野&わたなべ版の設定が一部流用され、元は修道院育ちと言う設定になった。勝ち気で美意識が高い。
ジェニーからはかつて自分を置いていった母親と雰囲気が似てると苦手意識を持たれていたが、会話を重ねるうちに打ち解けるようになる。
なお、オリジナルと違いディーンかソニアの片方を倒すともう片方がフィールドから消える為両方倒すことはできない。
「ドーマの沼」に登場するジュダとは戦闘時に特殊会話が発生し、姉であるマーラとヘステの仇を討つ機会をずっと待っていたことが彼女の口から語られる。
魔女の転移の能力を意識してか、オリジナルになかった白魔法のリワープやドローを新たに習得するが、代わりにオリジナルで習得することができたエンジェルとアローが習得できなくなっている。これにより女性魔道士の中では唯一エンジェルが使えないキャラクターとなった。
戦後は魔女にされた女性達の治療法を求めるために各地を旅するが、とある地方で消息が途絶えてしまう。その出来事と前後してかつてのヌイババ館に新たな魔女が住み着いたという噂が流れるようになり、彼女の身に不穏な出来事が起こったことを示唆するかのような内容となっているが、詳細な関連性は明らかにされていない。
エスト
声 - 村川梨衣
『暗黒竜』『紋章』の設定が掘り下げられ、パオラやカチュアとの支援会話の中で、アベルと共に経営する雑貨屋の商品を紹介する場面が見られる。
ノーマ
声 - 稲葉実
基本的な設定および仲間になる経緯は同じ。少々お茶目な人物として描かれており、腰痛や肩こりが起こった時にセリカにマッサージをしてもらっている場面もあった。マイセンとも面識がある。
妻や子はおらず生涯をミラの教えに捧げており、そのためセリカたちの成長を見守ることを楽しみにしている。
戦後はオリジナル同様ミラとドーマの二つの教団を統合し最高司祭になる。何万人もの信者に崇められる存在になってもお茶目な性格は相変わらずだったという。
仮面の騎士
声 - 佐藤拓也 / 小平有希（幼少期）
セリカの前に突如現れ、彼女の危機を救い、それ以降も彼女たちをサポートする謎の騎士。強制加入のため、クラシックモードでロストした時も基本的に撤退扱いとなる。
その正体は既に死んでいたと思われていたセリカの異母兄であるコンラート。普段は温和かつ心配性な性格で一人称も「僕」だが、仮面を付けているときは人が変わったかのように厳格かつ寡黙な性格に変わり一人称も「私」に変わる。セリカ曰く「兄が二人いるみたい」との事だが、本人はあくまでも兄は自分一人だと言い張っている。幼い頃はお化けを怖がる臆病な性格だった。
アルムを守るためにドーマに魂をささげようとしたセリカに平手打ちを喰らわせる場面もあったが、それはセリカを思いやってこその行為であり、命を投げ出すようなことはしないようにと優しく教えた。
母親がリゲルの貴族出身である為他の兄弟姉妹や王妃からは疎まれていたが、唯一セリカとその母リプリカは親しく接していた。セリカの身を案じるのもその為である。離宮の火事の際、侍女の手引きで脱出しリゲルへと逃れ賢者ハルクの下に身を寄せていた。
戦後は槍を置き文官としての才能を開花させ、宰相を引退したマイセンの後を引き継いだ。多くの女性から人気を集めたものの、生涯独身を貫き通したという。

### 敵キャラクター

#### ソフィア王国
ドゼー
声 - 四宮豪
基本的な設定は変化無し。オリジナルにおけるグラフィックを意識したデザインで描かれており、前頭部の髪が後退したやや肥満体の中年男性の姿となっている。リゲル帝国と手を結びソフィアの王になるため暗躍する。スレイダーに命じて離宮に火をつけさせ、さらに中にいる人間全てを皆殺しにしようとするなど極悪非道な面が強調されている。一方で、捕らえられたフェルナンからアルムの情報を聞き出し、そこからルドルフ及びマイセンの意図を察するなど鋭い洞察力を見せる場面もあるほか、フェルナンの実力を惜しみ彼を処刑せずベルクトに引き合わせることで自分達の陣営に取り込むなど寛容とも言える一面も持ち合わせている。なお「竜の盾」はベルクトに与えられたものとなっている。
ソフィア城が解放軍に奪還されたのちは自身の砦へと退却する。そしてその砦をも攻め込まれた際には見せしめにマチルダを処刑しようとするが、最終的にはオリジナル同様戦に敗れ戦死した。息絶える間際にマイセンの意図を確信しそれに対する怨みを述べており、まだ何も知らないアルムの心の中に一つの大きな疑問を抱かせることとなる。なお、ドゼーの砦におけるドゼーはノーマルモードだと通常の槍を装備しているが、ハードモードだと手槍を装備しているため一層危険なボスキャラクターとなっている。
尚「ドゼーの替え玉」にも僅かながら台詞が存在し、アルム達に倒されると自分が本物のドゼーではないことを言いかけながら戦死する。
「記憶の欠片」にはドゼーが密かにスレイダーを呼び寄せて離宮襲撃を命じる場面の回想があり、神に頼らず自分という人間の意志で国を動かすという、彼なりの決意を聞くことが出来る。
スレイダー
声 - 河田吉正
大幅に設定が肉付けされ、初登場は序章に変更された。精悍な顔立ちをしていたオリジナルとは異なり、痩せ型で顎髭の生えた人相の悪い顔立ちとなっている。クレーベ同様ソフィア貴族の出身。
性格は卑劣かつ極悪非道であり、ドゼーの命令でセリカの住む離宮に火を放つ・グレイ達にラムの村の場所を案内させ、「辺境任務の疲れを癒やす」との名目で村で狼藉を働こうとする・更にグレイ達が自分の意にそぐわなければ幼い子供にもかかわらず容赦なく斬首しようとするなどその悪行は本編で見られるだけでも相当な物である。また当のドゼーに対しても普段媚びへつらっているが、替え玉が討たれた際には本人が既に退却していることをいいことに呼び捨てにしているだけでなく、ドゼー本人の死後も彼のことを「腰抜け」と貶している。
本作ではソフィアの門において撃破しても死亡せず、ドーマ教団にデューテの情報を売りリゲル帝国に亡命しリゲル城前の要塞でLv5のゴールドナイトにクラスチェンジした状態で再登場する。ソフィア貴族らしからぬ数々の悪行をクレーベに責められるが全く聞き入れず、ミューラーと共にソフィア解放軍に攻撃を仕掛ける。しかし最期は解放軍に敗北し、屈辱のあまり絶叫をあげて戦死する。なお、要塞にて出現した際に鉄の槍を装備しているが、ギース砦にて出現するアレッシオに鋼の槍を五つ渡すことでスレイダーの装備品が鋼の槍に変更される。
追加ストーリー「ソフィアの港の戦い」では友軍として登場する。ソフィア港で発生した商人の反乱鎮圧へと向かった際に苦戦を強いられ、ソフィア解放軍に助けを求める。しかし、助けられた後はクレーベ達に一切協力せず自分達だけさっさと離脱し彼等を見殺しにしようとするなど本編同様卑劣な振る舞いを繰り返す。尚、この時のみ彼のクラスがソシアルナイトに変更されており、彼が倒されるとゲームオーバーとなってしまう。
「ソフィア城防衛戦」では敵軍のボスとして登場し、クラスも本編同様パラディンとなっている。但し拠点の防衛が目的となるマップであるため、彼を倒さなくてもマップクリアは可能である。ソフィア城を制圧するために一万もの兵を率い攻め込むが、解放軍の激しい抵抗の前に攻めきれずにいた。その後リゲル軍の援軍により解放軍を窮地に追いやることはできたが、ルカの策により城にいたリゲル領民を人質にとられ手出しが出来なくなってしまう。結局、交渉の末ソフィア城を乗っ取ることはできたもののソフィア解放軍を取り逃がすことを余儀なくされ、屈辱を滲ませていた。

#### ギース盗賊団
ギース
褐色の肌と白い顎髭、そして右目の眼帯が特徴的である屈強な男として描かれている。声が大きく粗暴で傲慢な性格。ドゼーとも交易関係を持っており、ドゼーに賄賂を送ることで自身の盗賊行為を見逃すよう仕向けていた。
部下の報告からセリカが自分の砦に向かっている事を知り、ソフィアの王族である彼女を生け捕りにしてリゲルに売り渡し自身の立場を盤石なものにしようと目論む。しかし、セリカ軍が事前に配置していたディーン或いはソニアの部隊を突破したために自身の砦へ攻め込まれてしまう。セリカ達を迎え撃つも最終的には敗北し、彼女らへの恨みの言葉を吐き捨てて死亡する。
ダッハ
自身のことを「海賊の王」と自称している。セリカから海賊行為を止めるよう説得を受けるが全く聞き入れず、逆にセリカ達を奴隷として売り飛ばすことを目論む。最終的には戦いに敗れ、自身が倒されたことに驚愕しながら息絶える。
ガッハ
ギースの部下。オリジナル同様、ダッハと瓜二つのグラフィックで描かれている。パオラとカチュアを襲撃し奴隷として売り飛ばすことを目論むも、セリカ軍の援軍によって部隊は壊滅し、自身も戦死した。
ウォルフ
尊大な性格のスナイパー。一人称は「わし」。基本的にリゲル軍のザクソンと同じ外見だが、右目に傷跡があり色黒に描かれている。何故か初戦と今際の台詞がザクソンと同じである。ディーンとソニアほどではないもののギースからその実力を認められており、彼がセリカたちに倒された報を聞いた時ギースは驚愕していた。
盗賊頭
声 - 高口公介
シルクを攫った盗賊団の首領。禿頭で柄の悪い男。「盗賊のほこら」の最深部に登場し、攻め込んで来たアルム達と交戦する。アルム達のことを「正義の味方気取り」と馬鹿にしていたが、最終的には敗北、戦死した。

#### リゲル帝国軍
ルドルフ（1世）
声 - 菅生隆之
口髭がない代わりに、白い髪と顎髭が特徴となっている。マイセンとは旧友同士。甥のベルクトに対しては、二度アルム率いる解放軍に破れたことから厳しい対応をとっているが、本来は彼のことを心から案じており、自分の真意を伝えることが出来ないが為に大きな負い目を感じていた。
セリカが見た悪夢の中ではアルムと戦っており、アルムがドーマにとどめを刺す時に見せた盾を投げ捨てる動作を彼自身も披露している。また、その際はドーマから力を与えられたベルクトと同様に黒いオーラを全身に纏っていたほか、本来攻撃を加えない筈のアルムに対し本気の攻撃を加えていたことから、セリカが見た悪夢の中でルドルフの身に何かしらの異変が起こったことが示唆されている。
「記憶の欠片」の一つに、マイセンにアルムを預けた際の彼の様子が映し出されたものがある。その中で彼は、親友であるマイセンへの信頼、自らの悲壮な覚悟、そしてアルムに対する深い愛情と別れの言葉を語っている。
ベルクト
声 - 鈴木達央
ルドルフの甥。野心家でプライドが高い性格であり、身分を重視する貴族主義者。次期皇帝の座を目指し、武功を立てるべくソフィア王国への侵攻を指揮する。ドゼーが裏切るよう仕向け、ソフィアのクーデターを手引きしたのも彼である。
アルム達がソフィア城を奪還したのち彼の前に立ちふさがり、戯れとして勝負を挑むも敗走する。その失態をルドルフに咎められ、その埋め合わせとして自ら国境の守備に赴く。しかし合戦に敗れ、ヌイババから渡された鏡の魔力を最後の手段として用いるも不思議な力によって打ち破られてしまう。その結果敗走を余儀なくされ、プライドが大きく傷付いてしまう。挙げ句の果てにリゲル城にアルム達が攻め入った際にもルドルフから出陣を許されなかった。
アルムがルドルフの息子だと知り、自分のこれまでの行いが無意味だと痛感し完全に心が壊れてしまう。力を欲せよというドーマの誘いに乗ってしまい、リネアの魂と引き換えに強大な力を得る。ドーマの塔への地下通路でアルム達と遭遇し共にバレンシアを復興しようと説得されるも全く聞き入れず、魔女となったリネアとともに攻撃を仕掛ける。この時にはドーマに与えられた代償の槍「クリムヒルド」を所持し、命中と回避を上昇させるスキル「力の業火」と弓と魔法のダメージを半減させるスキル「妄執」を持ち、更にリネアとも支援効果があるため非常に戦い辛い強敵として立ちふさがる。
最終的には敗北し神の力にすがった自分自身を悔やみ、アルムにバレンシアの未来を託し最期まで己の身を案じてくれていたリネアと共に天へと登っていった。彼の死は、自分自身の父親に続いてやっと出逢えたはずの従兄弟の命までも奪わなくてはならなかったという過酷な事実をアルムに突き付けることとなり、その深い悲しみからアルムは再び泣き崩れた。
リネア
声 - 山村響
リゲル帝国のとある貴族の娘でベルクトの婚約者。ある日の舞踏会で、家格の低さを気にして会場の隅に控えていたところをベルクトに見初められた。帝国内でも評判の美貌の持ち主で、大人しく控えめな性格。ベルクトが心を許す唯一の存在で、リネアもベルクトを心から愛しその身を案じ戦争に同行する。リネアは皇妃になることにはこだわっておらずベルクトの側にいられればいいと思っている。
後にドーマの狂気に囚われたベルクトによってドーマに魂を捧げられ、魔女として生まれ変わり、直後に駆けつけてきたフェルナンを殺害する。その後ベルクトと共にソフィア解放軍を迎え撃とうとするも敗れ、戦死する。その後力尽きたベルクトを迎え、最後までベルクトの身を案じながら彼と共に天へと登っていった。この時HPが0になる攻撃を受けても幸運の数値の確率でHPを1残すことがある「祈りの指輪」を装備しているが、皮肉にもリネアの祈りがベルクトに届かなかったことになぞらえてか、リネアの幸運は0に設定されておりこの効果は発動しない。
尚、戦闘グラフィックは通常の魔女と異なり、全身黒色で炎に包まれた裸体の女性の姿をしている。一部のダンジョンでも彼女と同じ戦闘グラフィックのユニットがオリジナルには存在しなかった魔女の上位クラスの敵専用ユニットウェスタとして登場する。
フェルナン
声 - 野島健児
元はソフィア解放軍の一員で、クレーベ及びクレアとは兄弟同然に育った幼なじみ。マチルダとも友人にあたり、彼女に対しては淡く想いを寄せていたことを仄めかす描写も存在する。名士で知られている父親と姉、そして父の後妻である義母、そして彼女と父の間に産まれた年の離れた妹と弟がいる。実の母はフェルナンが産まれた後に亡くなっている。
元々の性格は気のいい皮肉屋で、クレーベたちとは非常に良好な関係を築いていた。しかし、数年続いた飢饉で飢えた領民に自宅を襲われ家族全員を失った事件をきっかけに、何よりも貴族を第一に考え平民を徹底的に差別する過激な性格へと変貌する。それ以降解放軍の在り方についてクレーベと意見を違える機会が増え、クレーベがアルムに解放軍のリーダーの座を譲ったことを機に袂を分かつ。
その後はドゼーに捕まるも、丁度ソフィア城に滞在していたベルクトに引き合わされ彼の配下となる。貴族第一主義であるベルクトの思想に感化され、彼に忠誠を誓う。その後ベルクトと共にソフィア解放軍と幾度となく戦うも、一度も勝利をおさめることは出来なかった。
ルドルフが倒れた後、ベルクトによってドーマに魂を捧げられ魔女と化したリネアの攻撃を受け致命傷を負う。逃げ延びた先でソフィア解放軍に会い、アルムにドーマ及び正気を失ったベルクトに関しての警告を伝え、クレーベに後悔の念と詫びの言葉を述べながら彼の腕の中で事切れた。本来敵同士であったものの、かつての仲間だったことからアルムやクレーベらは彼の死を深く悼み、特にクレアは悲しみのあまりその場で泣き崩れてしまった。
有料DLC「解放軍の前日譚セット」では、「ソフィアの港の戦い」及び「ソフィア城防衛戦」にて味方キャラクターとして彼を操作することが出来る。
「ソフィア港の戦い」ではクレーベと共にスレイダーの救出へと向かうが、そのあまりに身勝手な振る舞いに激怒することになる。クレーベとの会話の中では、年の離れた妹と弟に愛情を抱いていることを語る。
「ソフィア城防衛戦」ではフェルナンの家が襲撃され家族が犠牲となった事件からまだ間もない時期だったため、心に大きな傷を負い周囲に辛く当たっていた。ソフィア城が奪われた後は、人質作戦をクレーベとともに立案しそれを自身に知らせなかったルカを侮辱し、怒鳴り散らしていた。
ザクソン
リゲル軍に所属する、顎髭を蓄えた柄の悪い将校。ソフィア解放軍を見下していたが、最終的には敗れ戦死した。
ローソン
リゲル軍の将校。グラフィックはスレイダーと差別化され、赤い髪と顎髭を蓄えた中年男性の姿で描かれている。軍人らしく実直で忠義に厚い男。大規模な騎兵部隊を率いる。解放軍に倒された際はルドルフに対し詫びの言葉を述べて息絶えた。
ガゼル
リゲル軍の将校。グラフィックはほうれい線が目立つ中年男性の姿となった。オリジナル同様の髪型で、髪色は赤褐色に変更されたが、追加された顎髭は茶色で髪色と異なる。無数の弓兵で構成された大部隊を率いる。解放軍阻止に執念を燃やすものの、最終的には戦に敗れ、口惜しさを吐露しながら戦死した。
ブライ
不敵な性格のリゲル軍人。ミラ神殿を制圧している。隻眼ではなくなったものの、赤紫色で均一に切り揃えられた特徴的な髪をはじめ、オリジナルにおけるキャラクターデザインを意識したグラフィックで描かれており、前述のディーンと差別化されている。最終的にはセリカ軍に敗れ戦死するも、最期まで不敵な態度を崩すことはなかった。
サイゾー
忍者のような格好をした真面目な性格の軍人として描かれている。ルドルフに忠誠を誓っており、撃破された際にはルドルフに詫びの言葉を述べながら息絶えた。
ジェローム
基本的な設定は同じ。グラフィックはドゼーと差別化され、小さな口髭を蓄えた中年男性の姿になっている。貴族であることを鼻にかけており、常に他者を見下している。ジークに対しても高圧的な態度を取り、ティータを人質にとっているのをいいことにこき使っていた。最期は解放軍に敗れ、屈辱を滲ませながら戦死した。
マグナム
先に登場したザクソンの外見そのまま、髪や鎧の色を濃くした容貌であり、オリジナルよりも若々しいデザインとなっている。オリジナル同様、倒されると息絶える間際に相手を賞賛する。
ミューラー
鋭い目つきをしており厳格な雰囲気を漂わせている軍人。スレイダーとともに要塞を守っており、彼とは対照的に忠誠心が強く実直な性格。撃破するとサイゾー同様、ルドルフに詫びの言葉を述べて息絶える。

#### ドーマ教団
ドーマ
声 - 銀河万丈
敵としてのLvが30に変更された。オリジナルと異なり、動くことはなくなっている。また、とある魔法で撃破できる仕様の穴も健在である。
もとはアカネイア大陸からミラと共に新天地を求めてバレンシア大陸に渡ってきた神竜族であり、「神竜ドーマ」もしくは「戦神ドーマ」と呼ばれている。オリジナルと比較すると姿形ははっきりしたものになっており、両の眼窩に目玉がなく額に目玉を持つボロボロな巨大な竜の姿で登場する。永く生きた竜が最期に待つ運命である狂気に支配されている。かつて竜の王ナーガから狂気に支配された自分たちを滅ぼすためにファルシオンを与えられていた。
元は人々に生きる力を与える神としてリゲル地方の人々から信仰を集めていた。しかし、狂気に囚われてからはただ力だけを求め人々に害をなすだけの邪神へと成り下がってしまい、人々の魂を吸収し魔女へと変貌させる・ベルクトを唆して彼及びリネアの魂と引き換えに強大な力を与える・ジュダに命じてアルムとセリカの魂を吸収しようとするなどおぞましい所行を繰り返す。その影響力は大陸全体に及び、リゲル地方を荒廃させるのみならずバレンシア大陸そのものを滅ぼしかねない危険性を孕んでいた。アルムによって封印された後は正気を取り戻し、アルムとセリカにバレンシア大陸を託し深い眠りについた。前述の通り一度は邪神となり多くの人々を苦しめたものの、ミラと共にバレンシア大陸の基礎を築いた功績から引き続き信仰を集め、ミラ教とドーマ教が統合された後もミラと共に多くの人々から崇められ続けた。
旧作のパッケージは「アルム・セリカ・バルボの背後に謎の鎧武者がいる」という構図だったが、この鎧武者がドーマの人間体とされ、本編内でこれを模った偶像が数か所登場する。偶像ではなく本人の人間体としての姿は「記憶の欠片」の一つにある人間体のドーマとミラが会話をする過去のシーンで登場し、鎧を纏った屈強な男性の容姿をしており、妹のミラ同様にとがった耳に緑髪をしており、髪形はポニーテール状の一つ結びにしている。顔は影に隠れておりはっきりとした表情は読み取れないが髭はなく、前述の鎧武者時の顎鬚に見える部位は兜の面かこれ以後に髭を伸ばした模様。人は生涯をかけて己の力で生きてゆく強さを身につけるべきという考えを持ち、妹のミラとは相容れずバレンシアを北と南に分けそれぞれの方法で国を治め互いの国に干渉しないという盟約を交わした。
ジュダ
声 - 田久保修平
青白い肌に色相の反転した眼球をした容貌怪異な祈祷師。実の娘であるマーラとヘステを生贄に捧げドーマから強大な力を与えられたり、セリカをドーマの生贄にするため執拗に狙うなど悪辣非道な男。ドーマが狂気に蝕まれていることは理解しているがそれでもなおドーマを崇拝している。また、ミラも狂気に囚われていることを察知している数少ない人物でもあり、この事実を背景に巧みな方便を操りセリカをドーマの塔に誘き寄せる。『外伝』とは異なり自身の計画が破綻してゆくと狼狽える場面がある。オリジナル同様撃破しなくてもステージのクリアは可能。非道な人間だがドーマへの信心は本当に厚く「ドーマの祭壇」にて撃破した場合最期までドーマの身を案じ、嘆き悲しみながら悲惨な最期を遂げる。
オリジナルと異なり、スキル「契約」により魔法を使ってもHPを消費せず「ドーマの祭壇」では魔導の指輪ではなく専用装備の怨嗟の指輪を所持しており、射程に関係なく反撃を行うことができる。また特殊な攻撃判定条件は本作でもスキル「ドーマの加護」の形で健在である。ただしオリジナルとは倍数条件こそ同じだが、攻撃が通る判定内容が異なっている。これらの仕様変更の結果、彼を撃破するにはより強力なユニットの育成と相応の消耗が求められるようになった。
タタラ
青白い肌をした老人のような出で立ちで登場する。ジュダからも信頼のおかれた妖術の使い手で、ソフィア城から逃走したスレイダーからデューテの情報を得ていた。
なお、タタラ以下ヌイババとジュダ父娘を除くドーマ教団のネームドキャラクターは専用の戦闘グラフィックが用意されていない。
ミカエラ
ドーマの力を崇拝しているが、それ以上にミラの行き過ぎた恩寵を甘受し堕落しきったソフィアの民を嫌悪しており、ドーマを讃えることよりもセリカたちソフィアの民を見下した言動の方が多い。
ガルシア
ドーマ教団の祈祷師たちの中でも一際陰湿な風貌と性格をしており、怪しげな実験を繰り返しリゲル東部の国土の大半を毒の沼地に変えた張本人となっている。
ドルク
不気味な外見をした陰湿な性格の祈祷師。ガルシアと共に怪しげな実験を繰り返しいつくもの毒の沼を作り出した張本人であり、そのためにガルシア共々リゲル国民からも恨まれている。ボスキャラとしては珍しく撃破後即死亡となっていない。倒されてもしぶとくセリカを連れ去ろうとするが、コンラートに止めを刺される。
ジャミル
オリジナル同様にドーマ以外でメガクエイクを使用できる唯一の人物だが、今作ではメガクエイクの発動が即可能だったオリジナルと異なりドーマ共々1ターンの詠唱が必要になっている（逆に言えば発動のタイミングが分かるようになったため、対処がしやすくなったと言える）。
ヌイババ
声 - 北西純子
元の面影を一切残さず、妖艶な見た目の女性になっており、クラスも魔女Lv20に変更されている。
己の美貌を保つために魔女となり、更にティータをはじめとする多くの美しい女性を誘拐していた。立場的にはジュダよりも下だが、アルムを生贄にさらなる魔力を得るためベルクトに自身の魔力を込めた鏡を渡すなど独自に暗躍する。
なお、オリジナルにあった「ある盾」のイベントは形を変えて残っているものの、効果が変更されており絶対的な対策にはならない（一応ある方が安全だが）。
今作では魔女の設定について、初めて出会うマップで「ドーマに魂をささげたことで力を手に入れたが人格を失い抜け殻になった女性」というような説明がされているが、少なくともヌイババ・マーラ・ヘステの3名はある程度感情があり、人格が残っているのが劇中戦闘前や撃破時のセリフで確認できる。
マーラ
基本的な設定に変化はないが、ソニアからは魔女に転生する前は厳しいがとても優しい性格をしていたと回想されている。
へステ
声 - 北西純子
基本的な設定に変化はないが、ソニアからは魔女に転生する前は大人しいが自分の世界を持った人だったと回想されている。
ガネフ
青白い肌に黒目のない目玉を持った不気味な外見の老人。ヌイババ同様メデューサを使用する。ヌイババと異なりジュダ同様にスキル「契約」を所持しているため魔法を使用する際にHPを消費することがなく、彼女よりも高位の司祭であることを伺わせるが、撃破されても特殊な台詞は発生せずドーマの祭壇に現れた他の五人の戦士達も含めて謎の多い人物である。
ケルベス
クラスが魔戦士に変更されており、ドーマ教の祈祷師や魔女のような青白い肌に色相が反転した眼を持つ細身で青紫色のフードを被った忍者のような姿で描かれている。
ベルレス
ケルベスと同様の変更がなされており、グラフィックも彼とよく似ているが、身に付けているフードの色が赤紫色でケルベスに比べると小柄な体躯をしている。
バデス
クラスがゴールドナイトに変更されており、青白い肌に色相が反転した眼を持つ若い男性の姿で描かれている。
ゴールド
クラスがボウナイトに変更されており、二人のうち一人は後述のシルバーと差し替えられている。青白い肌に色相が反転した眼を持つ金髪で髭の生えた中年男性の姿で描かれている。
シルバー
前述の通り二人存在したゴールドのうちの一人と差し替えられた形で登場する。ゴールド同様、青白い肌に色相が反転した眼を持つ中年男性の姿で描かれており輪郭線及び顔つきも彼とよく似ているが、彼と異なり銀髪で髭は生えていない。

#### その他の敵キャラクター
「海の祠」のドラゴンゾンビ
基本的な設定は同じ。ドラゴンゾンビが苦手なカムイからは非常に恐れられており、カムイはこの竜と戦うことそのものを避けるよう進言する。
セリカがエンジェルを習得していると戦闘開始前に特殊会話が発生する。
この個体を倒すことで、勲章「聖廟の門番」を獲得することができる。
ジャッハ
有料DLC「ソフィア港の戦い」にボスとして登場する。クラスは傭兵。前述のダッハおよびガッハと瓜二つのデザインで描かれている。
ソフィア港を占拠していた商人に金で雇われ、スレイダー率いる部隊を襲撃する。しかし、援軍として駆けつけたクレーベ率いるソフィア解放軍に敗れ、戦死した。
造られしもの
バレンシア大陸の東に位置するアカネイア大陸の古代都市テーベの地下迷宮に封印されていた、錬金術師フォルネウスが生涯をかけて生み出した究極の生命体たる人造竜。
フォルネウスが屍人を操る術として生み出した人工生命体「屍蟲」に神竜の血を混ぜることで誕生した。始めは小指程の大きさだったが、フォルネウス自身の血を与えたところ変化が訪れ、凄まじい狂気と破壊衝動をもってフォルネウスの意識を乗っ取り地下に封印されていた間も成長を続けていた。
その姿や、最深部の祭壇に刻まれた邪痕の模様から『ファイアーエムブレム 覚醒』に登場した邪竜ギムレーと同一の存在であることが示唆されている。また、マップでは『ファイアーエムブレム 新・紋章の謎 〜光と影の英雄〜』のラストマップのBGMのアレンジが使用されており、戦闘時は『覚醒』のギムレー教団の中枢人物との戦いで使用されている曲が流用されている。

### その他のキャラクター
リマ4世
オープニング画面で病人の様にやせ細った姿で登場している。本編では名前のみ登場しており、ドゼーに弑逆される点はオリジナルと同じ。ミラから血を与えられソフィアを建国した英雄の子孫であるため、ドゼーとスレイダーの会話の中で「ミラの血を継いでいる」と語られている。
本作ではセリカの他に食料の便宜を図ってもらう名目で嫁いできた、リゲルの貴族であった妃との間に生まれた息子コンラートが登場している。
リプリカ
オリジナル同様リマ四世と無理矢理結婚させられ、セリカを産んだ後に病で死亡している。本作ではイルマの回想の中でのみ登場しており、白く長い髪をした優しい顔立ちの女性として描かれている。
リゲルの血をひくため他の兄弟や婦人たちに疎まれていたコンラートに、娘のセリカ共々優しく接している。
大賢者ハルク
声 - 櫻井トオル
ソフィア城から逃げのびたコンラートを匿っていた。また意識を飛ばす魔法でセリカとアルムを対面させる。
なお、イベント後に起こるアルムの変化はハルクに出会った後に手動(ミラのしもべに頼む)に変わっている。
イルマ
声 - 小平有希
名前が判明した。サークレットはミラ神殿に保管されていたため、セリカに変化が起こるのは3章終盤となっている。
マッセナ
声 - 最上嗣生
登場が中盤に前倒しされ出番が増えた。スキンヘッドに立派な口髭を蓄えた印象的な風貌をしている。ルドルフに不遜な態度をとっていたジュダを怒鳴りつけていた。ベルクトの事を案じており、アルムに彼に温情を以て接するよう頼んでいた。
大地母神・ミラ
声 - 榊原良子
ドーマと同じ「神竜」。人間体は長い緑髪の美しい女性の姿。人間体でも絶大な力を扱有しており、自身を封印しに来たルドルフに対し、受け止められはしたものの周囲の人間を吹き飛ばすほどの強力な光線を放っている。竜形態はドーマ同様巨大な竜の姿をしているが、ファルシオンによって封印された結果石化してしまっており、更にジュダの魔術によって頭部を除く全ての身体の部位を破壊されてしまう。
苦しみや悲しみが一切ない世界を作りたいと考えソフィアの民に富を授けていた。しかし彼女もまた徐々に狂気に支配されつつあり、ソフィアの民が恵みによる堕落への道を進んでいたにもかかわらず、民に恵みを与え続けていた。その結果、ドーマが指摘したとおりミラの愛はソフィア王家を破滅へと導いてしまった。ドーマとは対立していたものの彼のことは本来ただ一人の兄として心から愛しており、ドーマを封じるために創られたファルシオンを封印したのも彼女自身である。その過ちを深く悔いており、アルムとセリカにドーマ封印の使命とファルシオンを託し、永い眠りについた。
フーガ家当主
ソフィアの有力貴族。ドゼーのクーデターで奪われた家宝の盾を探しており、ソフィアの港で探しだしてくれる者を求めている。リオン家とはライバル関係らしい。
リオン家当主
ソフィアの有力貴族。ドゼーのクーデターで奪われた家宝の盾を探しており、ソフィア城で探しだしてくれる者を求めている。
アレッシオ
ソフィアで活動する大商人。彼の取引を手伝うミッションがあり、特定のアイテムを高値で買い取ってくれる。
当人は名を伏せているが、ドゼーや盗賊王ギースなど、敵方の人物を得意先としている事が示唆される。しかしアルムがソフィア解放軍であることや、セリカがギースを倒した事には気付いていないらしく、特に警戒せず協力を求めてくる。
ギルド
有料追加コンテンツ「ソフィア港の戦い」に登場するソフィア港の貿易商人。グラフィックは通常の中年男性市民のものと同一で、戦闘マップにおけるクラスは村人となっている。但し戦闘開始前に撤退するため、彼自身と戦う機会はない。
生活に困窮したためソフィア港を占拠し物流を止めており、ジャッハ率いる傭兵団を雇ってスレイダー部隊及びソフィア騎士団に抵抗していた。ソフィア騎士団によって傭兵団が全滅したのちは捕らえられ死罪を覚悟していたが、クレーベから商人達の支援をリマ四世に頼み込むことを約束され、感謝の言葉を述べた。
派手な服の男
セブン-イレブンとの期間限定コラボイベントに登場するキャラクター。本店の制服に似た特殊なデザインの上着を着用する。ある人物からの使いにより、アルム及びセリカに特定のアイテムを渡す男。
セブンスポットにてデータを受信することで特定の場所に出現し、１日につき一回アイテムを受け取ることが出来る。一回目は「セブンソード」、二回目は「イレブンシールド」、三回目以降は計六種類の「おいしい食料」の中からランダムで一つ入手出来る。
フォルネウス
名前のみ登場する。バレンシア大陸の東に位置するアカネイア大陸に存在したとされる錬金術師。
かつてマーモトード砂漠の北部に栄えた暗黒魔道都市テーベにおいて屍人を操る術や人工の生命体の研究を行っていたが、査察に向かった使者や兵が悉く失踪し、その研究内容も人道から著しく逸脱する惨憺たるものだったため彼の存在と生み出した成果はそのアトリエごと封印された。
彼のアトリエがあったとされる地下迷宮には貴重な財宝が眠っているため盗賊などが出入りしており、多数置かれた石碑にはその邪悪な研究の足跡が標されている。
その研究内容や、地下迷宮に封印されていた造られしものの正体から、『外伝』・『Echoes』及び世界観を共有する『暗黒竜と光の剣』・『紋章の謎』の数千年後が舞台となるファイアーエムブレム 覚醒に登場する邪竜ギムレーや屍兵を生み出した張本人であることが示唆されている。

## 評価
デストラクトイドのクリス・カーターは過去のファイアーエムブレムより弱いと付け加えた上で物語の規模と根底にある本質を楽しんだと書いた。エレクトロニック・ゲーミング・マンスリーのレイ・カルシージョは物語について「王、王女、ドラゴン、魔法のあなたの典型的なファイアーエムブレムの物語」と言った。ゲーム・インフォーマーのジビー・グウォルトニーは物語とアルムとセリカに引き寄せられたことがプレイを続けた主な理由だと言った。Game Revolutionのグリフィン・バシュロンはダンガンロンパなど人気ビジュアルノベルなエミュレーションを賞賛、文章とローカリゼーションの両方を楽しんだとした。GameSpotのハイジ・ケンプスはキャラクターのかけあいと戦闘バランスを賞賛した。GamesRadar+のクリス・シリングは物語が楽しめ、ゲームのより良いポイントとしてセリカのストーリーラインを挙げた。IGNのメーガン・サリバンはゲームでおなじみの基礎に注目「話は全体的にいいソープオペラになっている」と述べた。Nintendo Lifeのモーガン・スリーパーは複雑に絡み合った宿命の後にシンプルなストーリーを楽しんだとした。Nintendo World Reportのダン・コープマンは主人公2人の戦争観を対比させてその規模とダイナミックさを賞賛した。
エレクトロニック・ゲーミング・マンスリーのカルーシージョはフルモーションカットシーン、キャラクターポートレートを賞賛した。ゲーム・インフォーマーのグウォルトニーはキャラクターモデルを「やや不明瞭」としたがカットシーンとアニメーションを楽しんだと結論付けた。Game Revolutionのバシュロンはカットシーンとビジュアルスタイルを賞賛、ビジュアルノベルとよく比較した。IGNのサリバンはカットシーンを「よくできている」と言い、GamesRadarのシリングは控えめなカラーパレットに注目、グラフィックは過去作より予算を抑えて作られたと感じたとした。Nintendo Lifeのスリーパーは多様なグラフィックと詳しい環境を見られることを賞賛した。Nintendo World Reportのコープマンはビジュアルが過去の3DSタイトル以上に最大に改善したと感じたとした。また声優とその品質の規模について、それをムラがあるとしたDestructoidのカーター以外には一般的に賞賛された。
カーターは発達不十分なメカニックスがあるとしつつもゲームプレイの流れは楽しめるとした。カルーシージョは戦闘を楽しんだが勝利条件にばらつきがあることを指摘した。グウォルトニーは難易度がアンバランスでより楽しい戦闘要素の欠点をいくつか挙げた。バシュロンは古いメカニックは上手く使用されていると感じるように改善されたことに注目した。ケンプスは過去の難易度の高い戦闘を進めることについてGrindingの必要があるとしたが、ミラのターンホイールのゲームプレイの新要素を楽しんだ。シリングは欠点として地図デザインを指摘したがゲームプレイの細分化を賞賛した。サリバンは昔ながらのメカニックには慣れ、当初はショックがあったが後で楽しく感じるとして賞賛したが、アンバランスな難易度を指摘した。スリーパーはマップデザインを賞賛、新システムは戦闘と戦術的オプションがどう広がったか楽しんだ。コープマンはゲームプレイの複数の部分に積極的に注目、戦闘と探索の部分はファイアーエムブレムシリーズ全体でも目立つ理由とした。新ダンジョンクロールの部分はバシュロンは内容が不十分としたが一般的に批評家から賞賛された。シリーズでよくある三すくみがないのはFE覚醒などをプレイしていると慣れるまで時間がかかることを指摘した。
ファミ通クロスレビューでは9、9、10、9の37点でプラチナ殿堂入り。レビュアーは移動や調べるコマンドの増加やダンジョンの3Dマップでの探索、フルボイスやアニメーションなどによる物語の充実を賞賛した。

### 販売
日本では発売初週に135,195本売上、ゲームチャートの上位にランクインして最初の出荷で80パーセント売り上げた。1週間もたたずに日本のセールスチャートのトップに躍り出て、2位の83,526本より多く売り上げた。イギリスでは発売当初に全フォーマットのゲームチャートで5位だった。オーストラリアとニュージーランドでは全プラットフォームゲームチャートで2位だった。北米では全フォーマットゲームチャートで7位にランクインした。The NPD Group調べでは本作の発売によりポータブルコンソールの売上も増加した。任天堂は四半期決算報告で同期間中の人気タイトルだったと述べた。

### 賞
IGNのBest of 2017 Awardsで「Best 3DS Game」にノミネートされた。また、第21回Annual D.I.C.E. Awards「Handheld Game of the Year」、第17回Annual National Academy of Video Game Trade Reviewers Awards「Original Dramatic Score, Franchise」にノミネートされた。

## 関連商品
- ファイアーエムブレム Echoes もうひとりの英雄王 ドラマCD 異国の空 黎明の森
  - 2018年8月17日発売

## 備考
- 2017年のエイプリルフールでは「ファイアーエムブレム 維新大乱」を公開。外伝でパッケージに描かれていたバルボ他仲間の3人の、和装のイラストやドット絵が描かれた。制作はシリーズ初期から携わっているスタッフが手掛けた。
- 2017年5月24日から7月31日の期間、コンビニチェーン「セブン-イレブン」とのコラボキャンペーンが実施され、特別な武器や盾などが配信された[28]。